# Оперативно-разыскная деятельность
Операти́вно-разыскна́я де́ятельность (сокр. ОРД) — мероприятия, выполняемые гласно и негласно уполномоченными на это государственными органами с целью выявить, пресечь или раскрыть преступление, отыскать скрывающихся и пропавших без вести людей, установить имущество, подлежащее конфискации, добыть информацию о событиях и деяниях, опасных для государства.
Оперативно-разыскная деятельность является не стадией уголовного судопроизводства (уголовного процесса), а самостоятельным видом деятельности оперативных подразделений исполнительных органов государственной власти Российской Федерации[уточнить].

## Орфографические тонкости
С 1956 года существует специальное правило русской орфографии, связанное с чередованием гласных в приставках «рас-/рос-» и «раз-/роз-»: под ударением в них пишется «о», без ударения «а» (например: «разда́ть», но «ро́зданный»). Это правило является исключением из общего фономорфологического принципа русской орфографии, согласно которому гласные проверяются подбором проверочного слова, в котором нужная морфема (в данном случае, приставка) стоит под ударением. Тем не менее, в течение нескольких десятилетий нормативные орфографические словари указывали написание «розыскно́й», делая это прилагательное исключением из исключения.
Начиная с выпущенного в 1991 году 29-го издания нормативного «Орфографического словаря русского языка», и во всех последующих нормативных словарях, издаваемых Институтом русского языка РАН, нормативное написание прилагательного было изменено на «разыскно́й» с целью упорядочить орфографию приставки «ра́з-/роз-». Одновременно была изменена орфография производных слов, в частности, прилагательного «оперативно-разыскной». Хотя новое написание было негативно воспринято многими носителями русского языка и приживается с трудом, оно остаётся единственной нормой современного русского языка.

## Виды оперативно-разыскных мероприятий
В соответствии с действующим российским законодательством, при осуществлении оперативно-разыскной деятельности проводятся следующие оперативно-разыскные мероприятия:
- опрос (беседа с гражданами, которым могут быть известны факты, обстоятельства, значимые для выполнения задач оперативно-разыскной деятельности),
- наведение справок,
- оперативный осмотр (обследование помещений, зданий, сооружений, участков местности и транспортных средств);
- сбор образцов для сравнительного исследования,
- исследование предметов и документов (улик),
- наблюдение,
- отождествление личности;
- перлюстрация корреспонденции (контроль почтовых отправлений, телеграфных и иных сообщений);
- прослушивание телефонных переговоров;
- снятие информации с технических каналов связи;
- получение компьютерной информации;
- оперативное внедрение (ввод сотрудника в разработку, работа внедренного агента в преступную группу «под прикрытием»);
- контролируемая поставка;
- проверочная закупка (оперативная закупка);
- оперативный эксперимент.

## Средства оперативно-разыскной деятельности
Средствами оперативно-разыскной деятельности являются:
- специальные учеты[прояснить],
- служебно-разыскные собаки,
- спецтехника,
- специальные химические вещества.

### Участие граждан в проведении ОРМ
Отдельные лица на добровольной основе могут привлекаться к подготовке или проведению оперативно-разыскных мероприятий с сохранением по их желанию конфиденциальности, в том числе по контракту (на платной основе).
Органы, осуществляющие оперативно-разыскную деятельность, могут заключать договоры с совершеннолетними лицами независимо от их гражданства, национальности, пола, имущественного, должностного и социального положения, образования, принадлежности к общественным объединениям, отношениям к религии и политических убеждений.
Органам, осуществляющим оперативно-разыскную деятельность, запрещается использовать конфиденциальное содействие по контракту депутатов, судей, прокуроров, адвокатов, священнослужителей и полномочных представителей официально зарегистрированных религиозных объединений.
Лицо, негласно сотрудничающее с оперативной службой, имеет определение агент (устар. осведомитель, секретный сотрудник — жарг. стукач, сексот, соответственно).

## Использование результатов ОРД
Материалы, полученные в ходе осуществления оперативно-разыскной деятельности, могут быть использованы:
- для подготовки и осуществления следственных действий и проведению оперативно-разыскных мероприятий по предупреждению, пресечению и раскрытию преступлений,
- в качестве доказательств по уголовным делам после проверки этих материалов в соответствии с уголовно процессуальным законодательством.

Материалы, полученные в процессе оперативно-разыскной деятельности:
- до обличения их в форму, предусмотренную уголовного-процессуальным законодательством, никаких правовых последствий не влекут и не являются основанием ограничением прав, свобод, законных интересов физических и юридических лиц.

## В России
Согласно Федеральному закону «Об оперативно-розыскной деятельности», оперативно-разыскную деятельность имеют право вести:
- Органы внутренних дел Российской Федерации
- Органы федеральной службы безопасности
- Федеральный орган исполнительной власти в области государственной охраны
- Таможенные органы Российской Федерации
- Служба внешней разведки Российской Федерации